# RAM Manager
RAM Manager — бесплатная программа, предназначенная для дефрагментации оперативной памяти как в ручном, так и в автоматическом режиме. Позволяет достичь более высокой производительности компьютера, а также устранить некоторые ошибки неверной работы приложений с памятью. Впервые была выпущена в 2005 году. Поскольку по поводу различных дефрагментаторов и оптимизаторов памяти до сих пор идут ярые споры, программа только в 2007 году получила некоторое доверие у пользователей после  опубликования в журнале ИГРОМАНИЯ Архивная копия от 15 мая 2008 на Wayback Machine, а также упоминания на диске журнала КомпьютерПресс Архивная копия от 13 июня 2008 на Wayback Machine.
Возможности данного программного обеспечения:
- Дефрагментация памяти, не сосредоточенная на перенос данных из памяти в файл подкачки.
- Менеджер процессов с возможностью выгрузки модулей из памяти.
- Отображение количества свободной памяти значком в панели задач.
- Быстрый доступ к функциям программы двойным щелчком по значку в панели задач.
- Поддержка панелей информации (сменных панелей, отображающих информацию о памяти).
- Дефрагментация с помощью «горячих» клавиш.
- Возможность выполнения автодефрагментации.